# Trans-USA 1981
La temporada de 1981 de la Trans-USA, anomenada oficialment 1981 Trans-USA motocross series, fou la 3a edició d'aquest campionat, organitzat per l'AMA. El calendari oficial constava de 5 proves puntuables, celebrades entre el 20 de setembre i el 18 d'octubre.
Broc Glover guanyà clarament el campionat amb un total de 4 victòries absolutes, mentre que Mike Bell s'anotava la prova restant.

## Rondes
Font:
| Ronda | Data           | Lloc                    | Guanyador   | Motocicleta |
| ----- | -------------- | ----------------------- | ----------- | ----------- |
| 1     | 20 de setembre | Lexington (Ohio)        | Broc Glover | Yamaha      |
| 2     | 27 de setembre | Buchanan (Michigan)     | Mike Bell   | Yamaha      |
| 3     | 4 d'octubre    | New Berlin (Nova York)  | Broc Glover | Yamaha      |
| 4     | 11 d'octubre   | Houston (Texas)         | Broc Glover | Yamaha      |
| 5     | 18 d'octubre   | Sacramento (Califòrnia) | Broc Glover | Yamaha      |

## Classificació final
| Posició | Pilot          | Motocicleta | Punts |
| ------- | -------------- | ----------- | ----- |
| 1       | Broc Glover    | Yamaha      | 221   |
| 2       | Mark Barnett   | Suzuki      | 176   |
| 3       | Darrell Shultz | Suzuki      | 166   |
| 4       | Mike Bell      | Yamaha      | 164   |
| 4       | Bob Hannah     | Yamaha      | 164   |
| 6       | Donnie Hansen  | Honda       | 142   |
| 7       | Marty Smith    | Suzuki      | 123   |
| 8       | Steve Wise     | Honda       | 120   |
| 9       | Danny LaPorte  | Honda       | 109   |
| 10      | Rick Burgett   | Yamaha      | 98    |